# Zdena Bočková
Zdena Bočková, rozená Pouznarová, známá pod jménem Zdeňka Bočková (10. března 1907 Praha – 24. října 1942 Koncentrační tábor Mauthausen) byla manželkou plukovníka (později armádního generála) Bohumila Bočka, po německé okupaci Čech, Moravy a Slezska účastnice II. (domácího) odboje – spolupracovnice štábního kapitána Václava Morávka a (od března 1942) podporovatelka parašutistů z výsadků Anthropoid a Silver A.

## Život
Zdena Bočková se narodila jako Zdena Pouznarová 10. března 1907 v Praze. Jejím otcem byl Antonín Pouznar (* 16. října 1881 – 24. října 1942 KT Mauthausen), její matkou byla Zdeňka Pouznarová (rozená Zdenka Procházková, * 2. ledna 1885 – 24. října 1942 KT Mauthausen). Po německé okupaci a nastolení protektorátu (15. března 1939) se Zdena Bočková zapojila do řad členů domácího protinacistického odboje. Její manžel Bohumil Boček, příslušník vojenské ilegální odbojové organizace Obrana národa (ON) s vazbou na Politické ústředí (PÚ), zprvu ve spolupráci s Jaroslavem Vedralem a Čeňkem Kudláčkem organizoval odchody československých letců do zahraničí. Hrozící nebezpečí zatčení přinutilo Bočka ponořit se do ilegality, dne 22. února 1940 opustil Němci kontrolovaný protektorát a přes Slovensko, Maďarsko a Jugoslávii doputoval do Francie a pak do Velké Británie, kde začal působit v československém zahraničním odboji.
Rodiče Zdenky Bočkové bydleli za protektorátu v Praze–Břevnově v bytě v činžovním domě na adrese Bělohorská 416/25. V témže činžovním domě se v přízemí nacházela prodejna, kterou manželé Pouznarovi provozovali. Oba manželé i jejich dcera Zdeňka Bočková byli zapojeni do domácího protiněmeckého odboje. Ve stejném činžovním domě bydlela i další spolupracovnice jednoho ze tří králů – štábního kapitána Václava Morávka a velitele paravýsadku Silver A nadporučíka Alfréda Baroše Božena Vicherková – blízká přítelkyně Zdeny Bočkové. A byla to Zdena Bočková, kdo podporoval Morávka a kdo zprostředkoval ilegální propojení štábního kapitána Václava Morávka s velitelem Operace Silver A nadporučíkem Alfrédem Bartošem. V přízemním krámku manželů Pouznarových a v jejich bytě ve stejném domě došlo k řadě konspiračních schůzek českého odboje. V březnu 1942 se uskutečnila v obchodě v přízemí Morávkova schůzka s Alfrédem Barošem a není vyloučeno, že se některého z těchto ilegálních setkání zúčastnil i zástupce velitele Operace Silver A rotmistr Josef Valčík.

Spolupracovníci Zdeny Bočkové v odboji
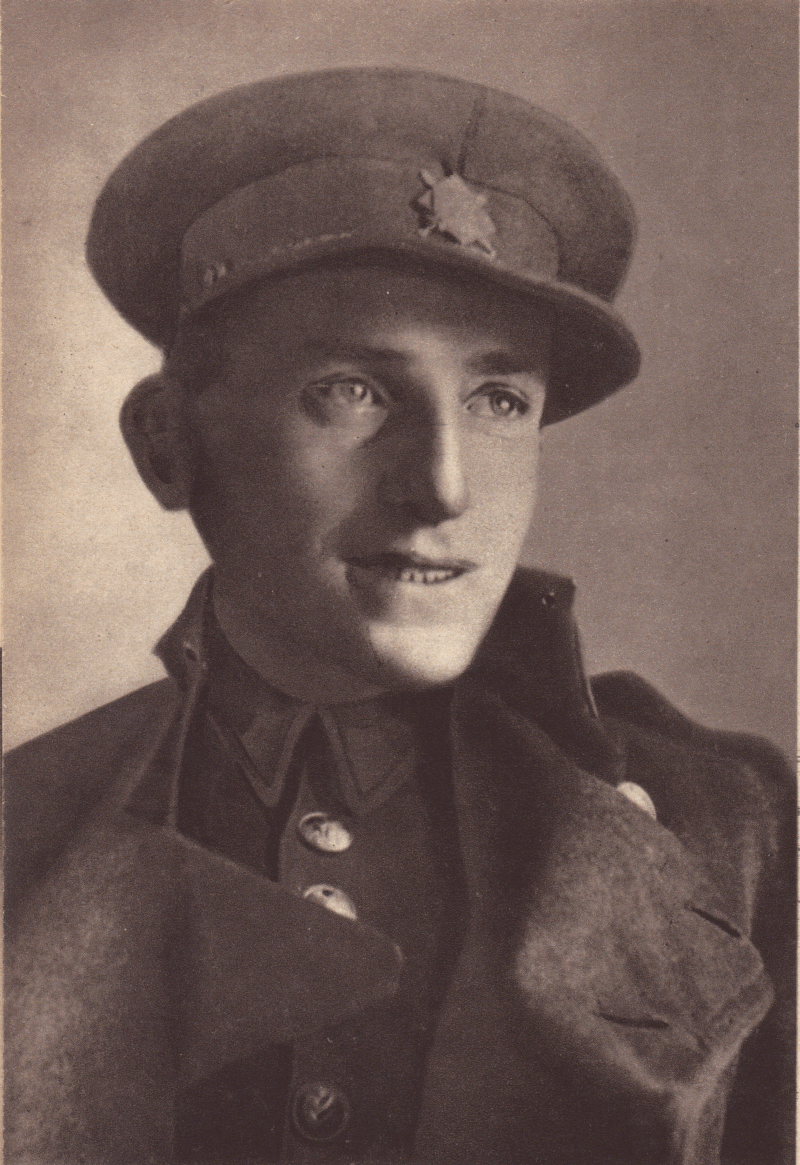
Štábní kapitán Václav Morávek
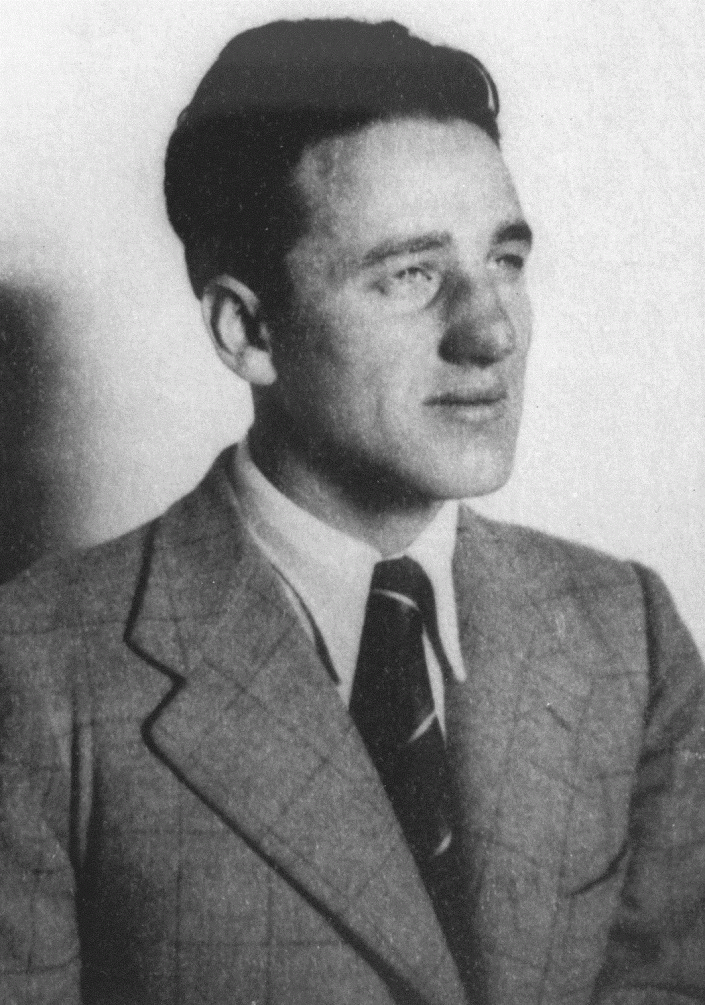
Nadporučík Alfréd Bartoš velitel paravýsadku Silver A
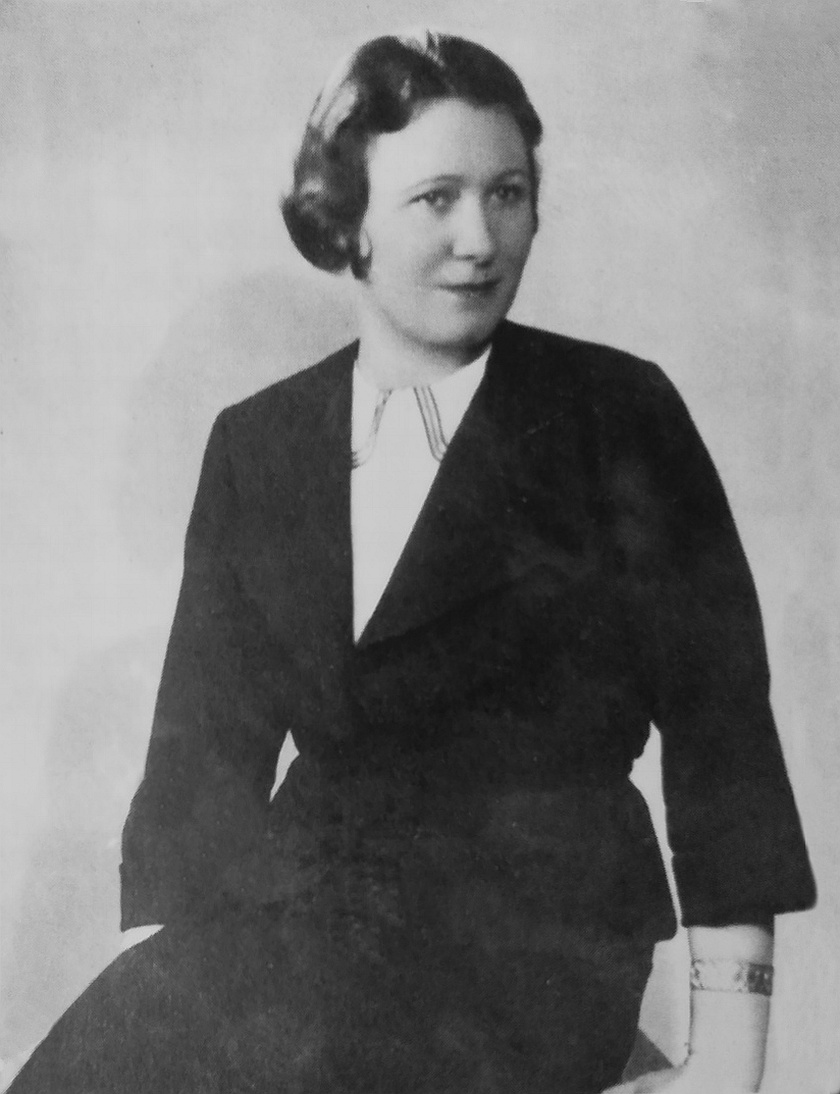
Božena Vicherková

Po útoku na zastupujícího říšského protektora Reinharda Heydricha (27. května 1942) byla činnost podporovatelů parašutistů odhalena. Stejně jako mnohým dalším se jim stala osudnou zrada Karla Čurdy (16. června 1942), po které následovala vlna zatýkání. Zatčení gestapem neunikli ani manželé Pouznarovi a ani jejich dcera Zdena Bočková. Všichni tři prošli výslechy a vězněním.
Za odbojovou činnost (a především však za napomáhání parašutistům) byla Zdena Bočková (i její rodiče) odsouzena v nepřítomnosti v Praze stanným soudem 29. září 1942 k trestu smrti. Dne 23. října 1942 byla Zdena Bočková (i její rodiče) převezena hromadným transportem do koncentračního tábora Mauthausen a o den později (24. října 1942) ji zde zavraždili střelou z malorážní pistole do týla společně s dalšími spolupracovníky a rodinnými příslušníky atentátníků při fingované zdravotní prohlídce (v odstřelovacím koutě mauthauzenského „bunkru“). Zdena Bočková byla popravena dopoledne v 8.42.
Německé represi neunikl ani nezletilý syn Zdeny a Bohumila Bočkových Zdeněk Antonín Boček (* 1927), který byl po zatčení matky (spolu s ostatními dětmi zatčených a popravených odbojářů) internován na pražské Jenerálce a poté ve Svatobořicích. Druhou světovou válku přežil, ale po „vítězném“ únoru 1948 se zapojil do protikomunistického odboje, za což byl v roce 1948 odsouzen k trestu smrti, změněnému posléze na doživotí. V komunistickém vězení strávil celkem čtrnáct (!) let.

Rodinní příslušníci Zdeny Bočkové
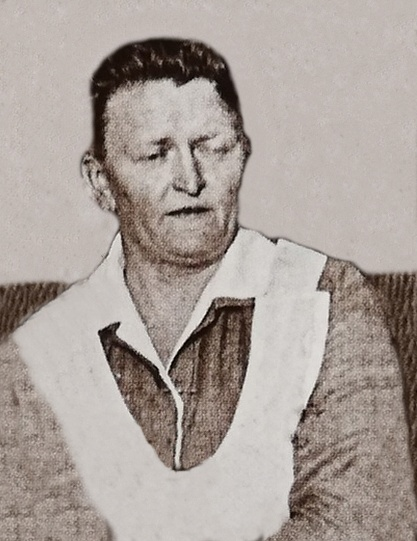
Její matka Zdeňka Pouznarová (rozená Zdenka Procházková, 1885–1942)
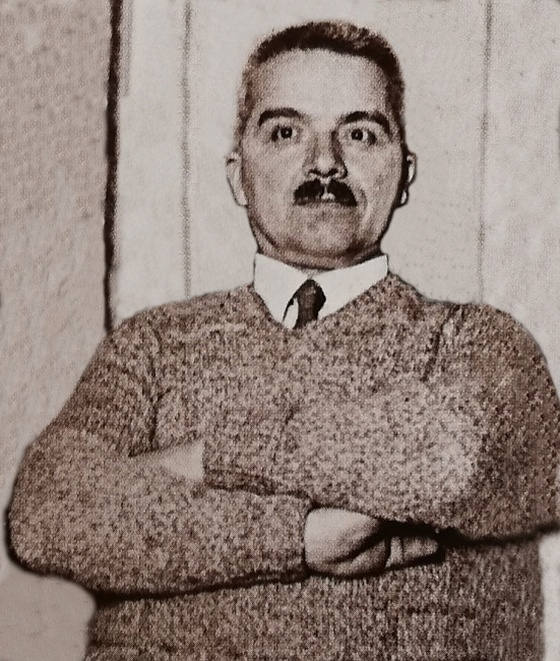
Její otec Antonín Pouznar (1881–1942)
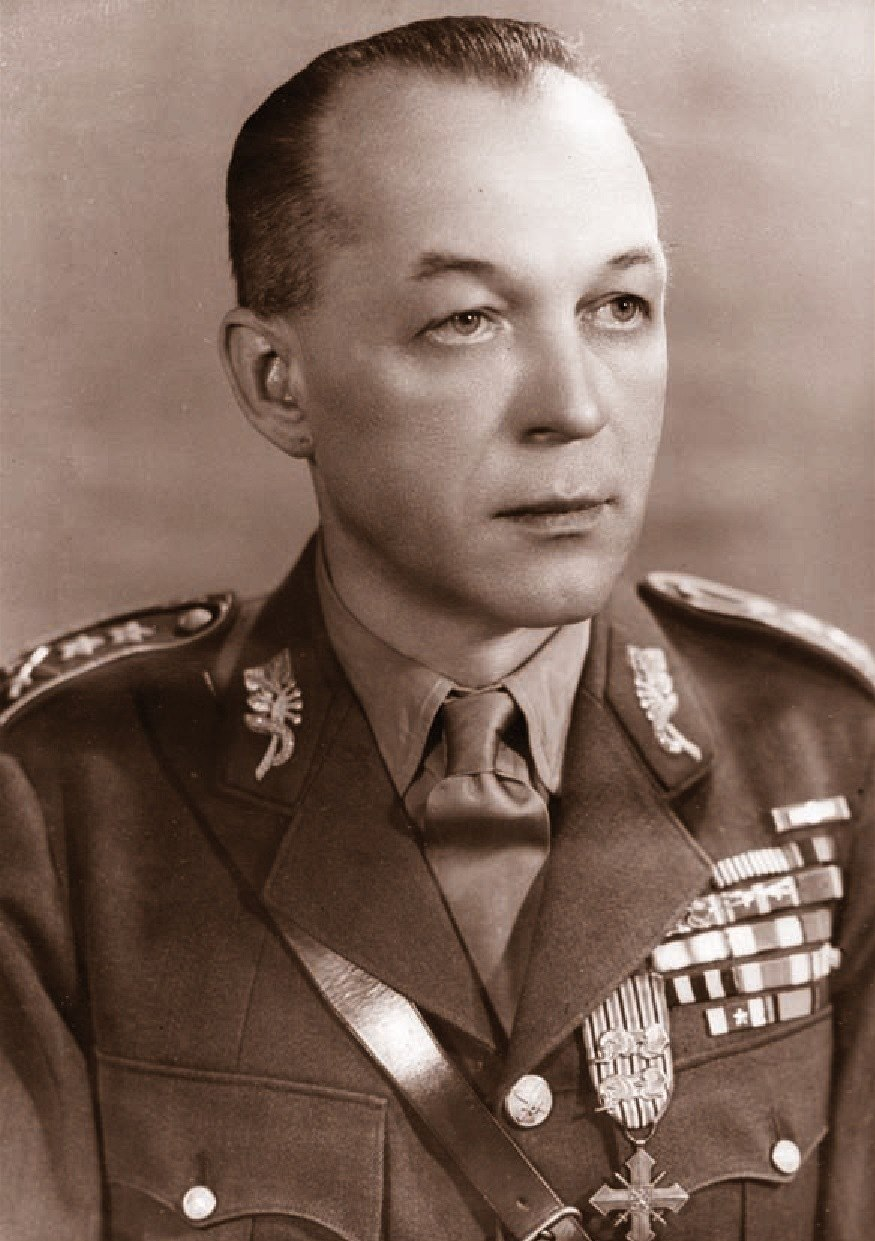
Její manžel Bohumil Boček (1894–1952)

## Připomínka
- Její jméno (Bočková Zdena roz. Pouznarová *10.3.1907) je uvedeno na pomníku při pravoslavném chrámu svatého Cyrila a Metoděje (adresa: Praha 2, Resslova 9a). Pomník byl odhalen 26. ledna 2011 a je součástí Národního památníku obětí heydrichiády.[11][12][13]
- Pamětní deska na domě (na adrese Bělohorská 416/25; Praha 6 – Břevnov) je věnována vzpomínce na manžele Pouznarovi a na jejich dceru Zdenu Bočkovou.[5][6] Na pamětní desce je nápis: UCTĚNÍ PAMÁTKY / MANŽELŮ POUZNAROVÝCH / A DCERY ZDĚNKY PROVD. BOČKOVÉ / UMUČENÝCH V MAUTHAUSENU / 24.X.1942.[14]
- Její jméno je uvedeno na pamětní desce věnované obětem 2. světové války umístěné na stěně tělocvičny v ulici Heleny Malířové 279/14, Praha 6.[15]

## Galerie

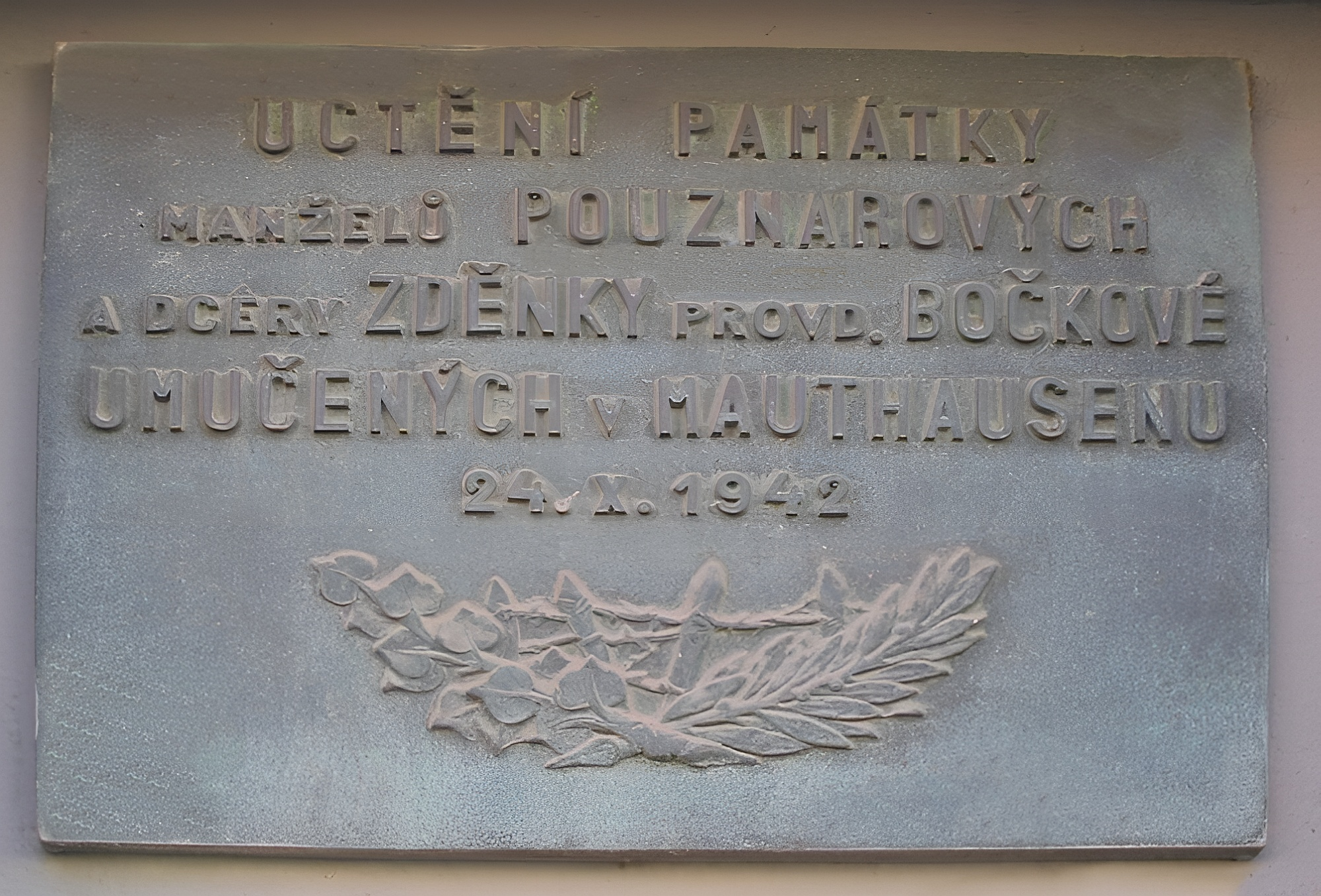
Pamětní deska na vnější fasádě na domě (na adrese Bělohorská 416/25; Praha 6 – Břevnov), kde bydleli její rodiče
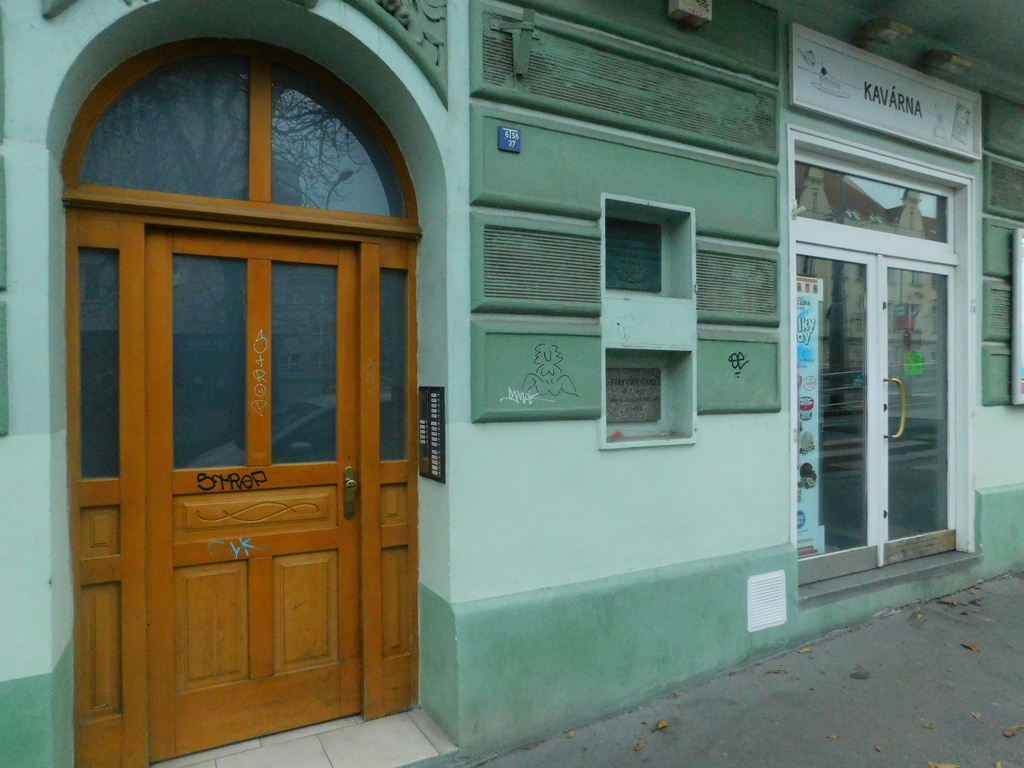
Dům v Bělohorské ulici v Praze 6-Břevnově, kde bydleli její rodiče
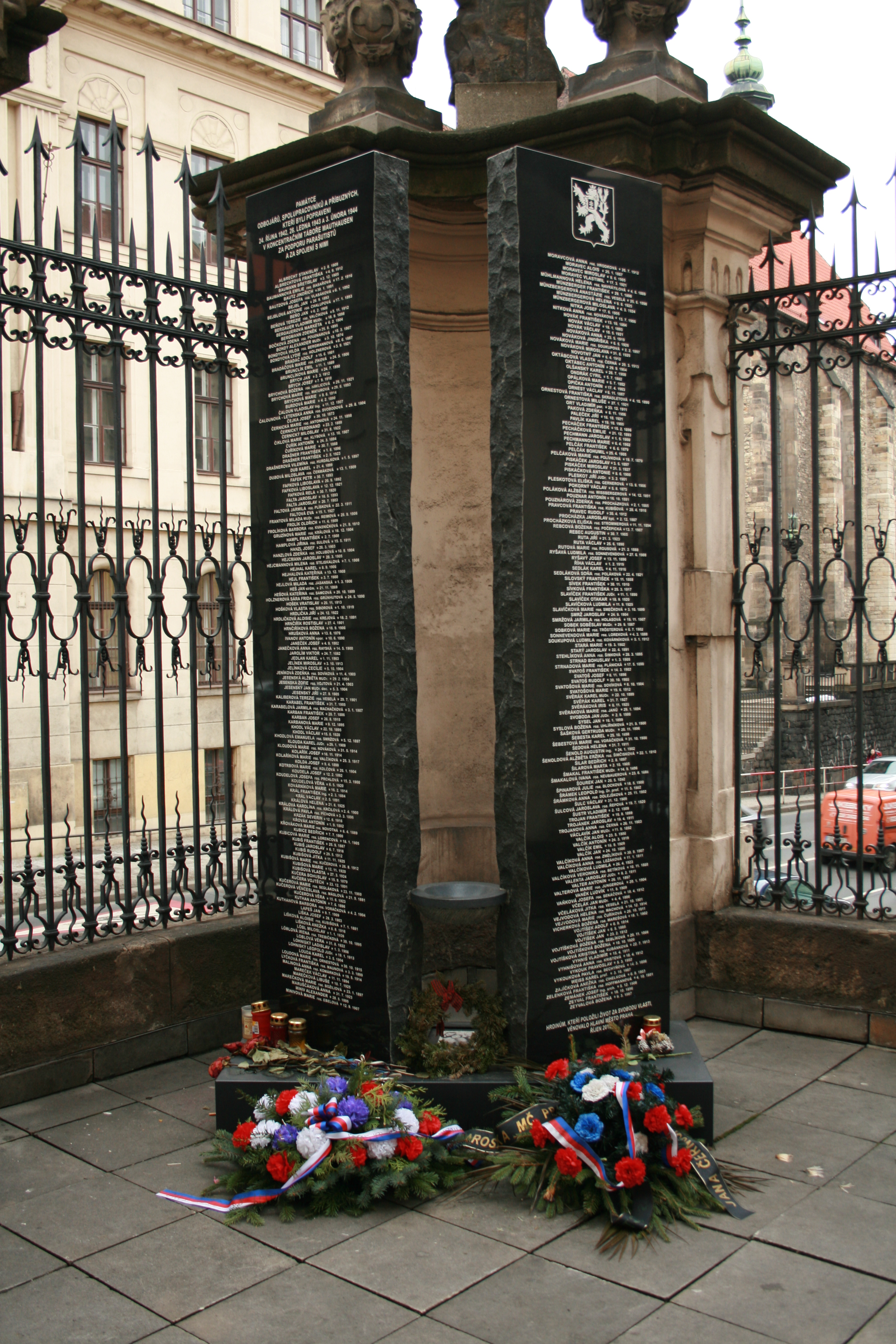
Pomník spolupracovníků parašutistů a jejich rodinných příslušníků na terase kostela sv. Cyrila a Metoděje v Resslově ulici v Praze